# Jules Coulon
Pour les articles homonymes, voir Coulon.

a Compétitions nationales et continentales officielles uniquement.

b Matchs officiels uniquement.
Dernière mise à jour le 13 août 2025.
Jules Coulon, né le 4 juillet 2002 à Metz (Moselle), est un joueur français de rugby à XV évoluant principalement au poste de troisième ligne aile avec le Rugby club toulonnais.

## Biographie
Jules Coulon commene la pratique du rugby à XV en Moselle à l'âge de neuf ans au sein du Rugby Club Metz Moselle. Jeune, il est repéré par Jean-Jacques Bortolaï, un conseiller sportif élite du RC Toulon, lors d'un tournoi de rugby à Metz et ce dernier l'attire à rejoindre Toulon.
En 2017, à l'âge de 15 ans, il quitte Metz et sa famille pour rejoindre le centre de formation du RC Toulon dans l'optique de signer chez les professionnels.
Le 7 novembre 2021, il fait ses débuts avec l'équipe professionnelle pour le compte de la 10e journée de Top 14, au stade Marcel-Michelin face à l'ASM Clermont (défaite 16 à 31) en entrant en jeu à l'heure de jeu à la place de Cornell du Preez. En février 2022, il dispute deux matchs face à l'Irlande et l'Écosse lors du Tournoi des Six Nations des moins de 20 ans avec l'équipe de France des moins de 20 ans. Le 16 avril 2022, il inscrit son premier essai professionnel lors du huitième de finale de Challenge européen face au Benetton Trévise.

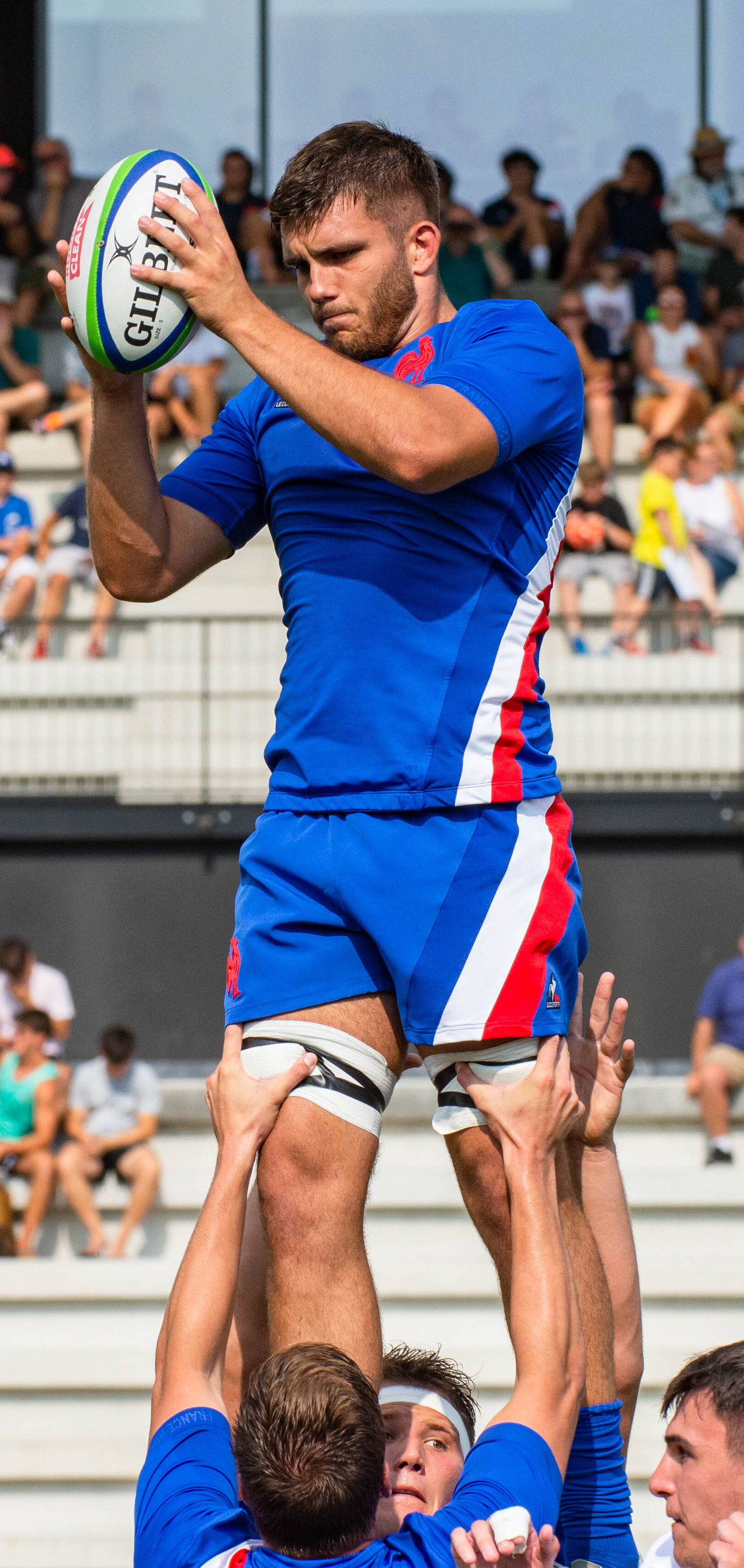
Jules Coulon lors des Six Nations Summer Series des moins de 20 ans 2022.

Au mois de juin 2022, il est sélectionné pour les Six Nations Summer Series des moins de 20 ans. Il joue les quatre matchs de la compétition, dont un comme titulaire, pour un essai inscrit.
Le 18 novembre 2023, lors de la septième journée de Top 14 au stade Marcel-Michelin face à l'ASM Clermont, il inscrit son premier essai en Top 14 en carrière face à la même équipe contre laquelle il avait fait ses débuts professionnels deux ans auparavant presque jour pour jour. Lors de ce match, il inscrit un deuxième essai participant ainsi grandement à la victoire des siens à l'extérieur (30 à 27). En janvier 2024, lors de la défaite des Toulonnais aux Glasgow Warriors et l'élimination du club de la Challenge Cup, il est l'homme du match côté varois car grâce à sa vitesse et sa puissance.
En juin 2025, il fête sa 50e apparition sous le maillot toulonnais, toute compétition confondue, face à l'Aviron bayonnais en Top 14. Révélation de la saison 2024-2025, avec 15 matchs dont neuf titularisations, il signe son premier contrat professionnel avec le RC Toulon, prolongeant son aventure avec le club jusqu'en juin 2027.

## Palmarès
Néant